# ناحیه کئورواو
ناحیه کِئوروْاو زیرمجموعه فنلاند مرکزی و یکی از ناحیه‌ها در فنلاند از سال ۲۰۰۹ است.

## شهرداری‌ها
- کئورواو (۱۰٬۵۲۲)
- مولتیا (۱٬۸۴۶)